# Rainer Balloff
Rainer Balloff (* 10. Mai 1944 in Halberstadt) ist ein deutscher Jurist und Psychologe. Er war wissenschaftlicher Mitarbeiter am Fachbereich Erziehungswissenschaften und Psychologie der Freien Universität Berlin und Autor mit dem Schwerpunkt Familienrecht und Rechtspsychologie.

## Leben
Rainer Balloff wurde 1944 als Sohn einer Bankkauffrau und eines Rechtsanwalts in Halberstadt geboren.
Er legte in Berlin im Jahr 1964 das Abitur ab. Im Anschluss studierte er von 1964 bis 1969 Rechtswissenschaften und von 1969 bis 1974 Psychologie.
1975 wurde Balloff am Institut für Erziehungswissenschaften und Psychologie der Freien Universität von Berlin angestellt. Im Jahr 1990 promovierte er dort zum Thema  „Alleinerziehung und gemeinsame elterliche Sorge nach Trennung und Scheidung - Eine theoretische und empirische Vergleichsstudie.“
In seinen Publikationen beschäftigt er sich mit familienrechtlichen Aspekten der Rechtspsychologie wie Alleinerziehung, Kindesentführung, Kindeswohl und Verfahrenspflegeschaft.

## Schriften (Auswahl)
- Alleinerziehung und gemeinsame elterliche Sorge nach Trennung und Scheidung (Teil A). Freie Universität Berlin, Berlin 1990 (zugl. Diss. FU Berlin).
- Kinder vor Gericht. Opfer, Täter, Zeugen. Beck, München 1992, ISBN 3-406-34087-3.
- Gutachtliche Stellungnahmen in der sozialen Arbeit. Luchterhand, Neuwied, Kriftel und Berlin 1993, ISBN 3-472-01698-1.
- Kinder vor dem Familiengericht. E. Reinhardt, München, Basel 2004, ISBN 3-497-01722-1.
- Fortschritt durch Recht. Sozialpädag. Inst., München 2004, ISBN 3-936085-60-9.
- Handreichung für Verfahrenspfleger. Kohlhammer, Stuttgart 2006, ISBN 3-17-018466-0.
- Das Familienverfahrensrecht - FamFG. Bundesanzeiger-Verl., Köln 2009, ISBN 978-3-89817-644-6.